# Sauvillers-Mongival
Sauvillers-Mongival est une commune française située dans le département de la Somme, en région Hauts-de-France.

## Géographie

### Localisation
Sauvillers-Mongival est un village picard de l'Amiénois.
À vol d'oiseau, la localité est située à 5 km au sud de Moreuil, 8 km au sud-est d'Ailly-sur-Noye, 11 km au nord-ouest de Montdidier, 23 km au sud-est d'Amiens et à 42 km au nord-est de Beauvais.
Le territoire de la commune est limitrophe de ceux de cinq communes.
Les communes limitrophes sont Aubvillers, Braches, Grivesnes, Mailly-Raineval et Thory.

### Hydrographie
La commune est située dans le bassin Artois-Picardie. Elle n'est drainée par aucun cours d'eau.

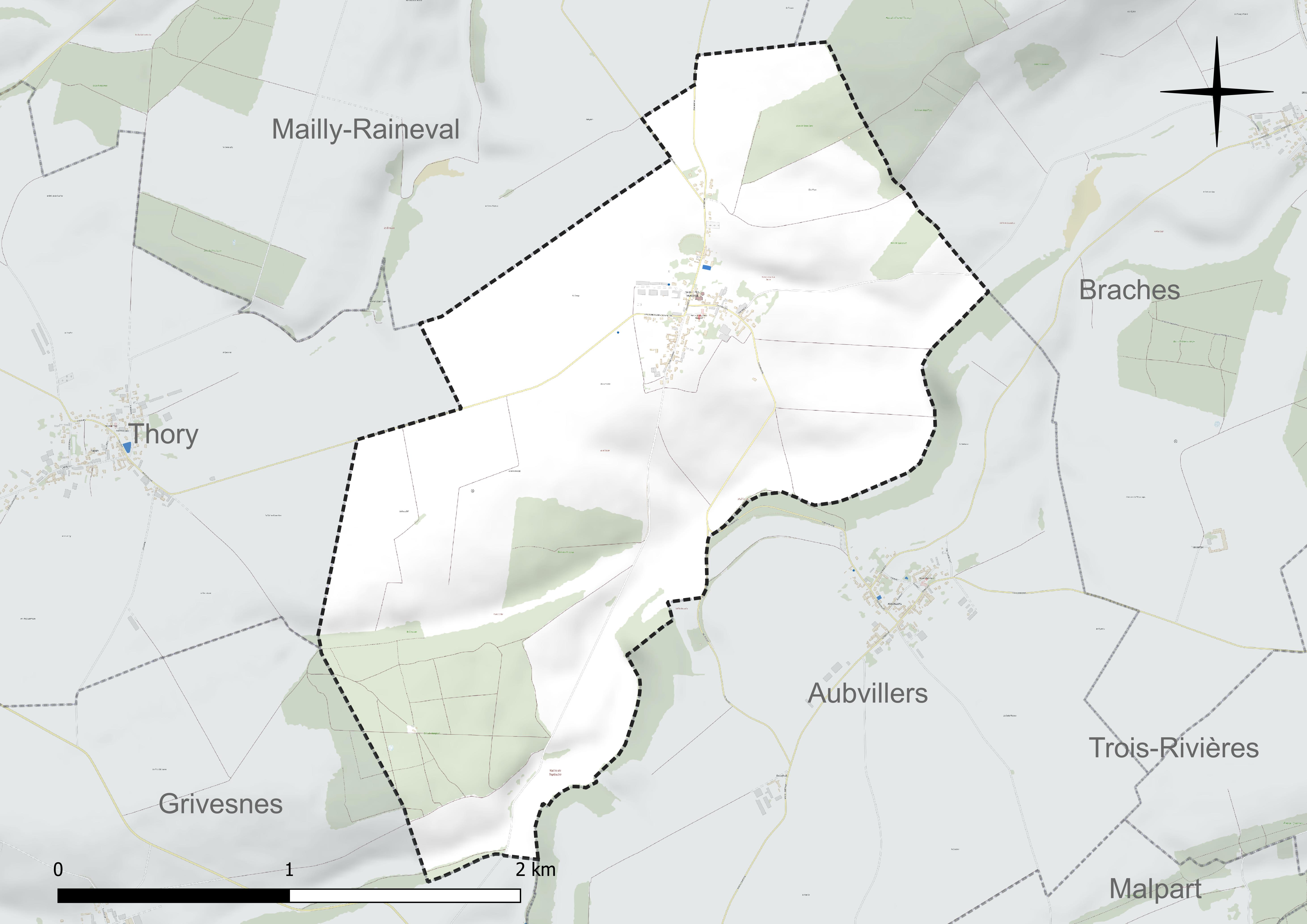
Réseau hydrographique de Sauvillers-Mongival.

### Climat
Pour des articles plus généraux, voir Climat des Hauts-de-France et Climat de la Somme.
En 2010, le climat de la commune est de type climat océanique dégradé des plaines du Centre et du Nord, selon une étude du CNRS s'appuyant sur une série de données couvrant la période 1971-2000. En 2020, Météo-France publie une typologie des climats de la France métropolitaine dans laquelle la commune est exposée à un climat océanique et est dans la région climatique Nord-est du bassin Parisien, caractérisée par un ensoleillement médiocre, une pluviométrie moyenne régulièrement répartie au cours de l'année et un hiver froid (3 °C).
Pour la période 1971-2000, la température annuelle moyenne est de 10,4 °C, avec une amplitude thermique annuelle de 14,2 °C. Le cumul annuel moyen de précipitations est de 694 mm, avec 11,5 jours de précipitations en janvier et 8,3 jours en juillet. Pour la période 1991-2020, la température moyenne annuelle observée sur la station météorologique la plus proche, située sur la commune de Rouvroy-les-Merles à 12 km à vol d'oiseau, est de 10,7 °C et le cumul annuel moyen de précipitations est de 647,9 mm,. Pour l'avenir, les paramètres climatiques de la commune estimés pour 2050 selon différents scénarios d'émission de gaz à effet de serre sont consultables sur un site dédié publié par Météo-France en novembre 2022.

## Urbanisme

### Typologie
Au 1er janvier 2024, Sauvillers-Mongival est catégorisée commune rurale à habitat dispersé, selon la nouvelle grille communale de densité à sept niveaux définie par l'Insee en 2022.
Elle est située hors unité urbaine. Par ailleurs la commune fait partie de l'aire d'attraction d'Amiens, dont elle est une commune de la couronne,. Cette aire, qui regroupe 369 communes, est catégorisée dans les aires de 200 000 à moins de 700 000 habitants,.

### Occupation des sols

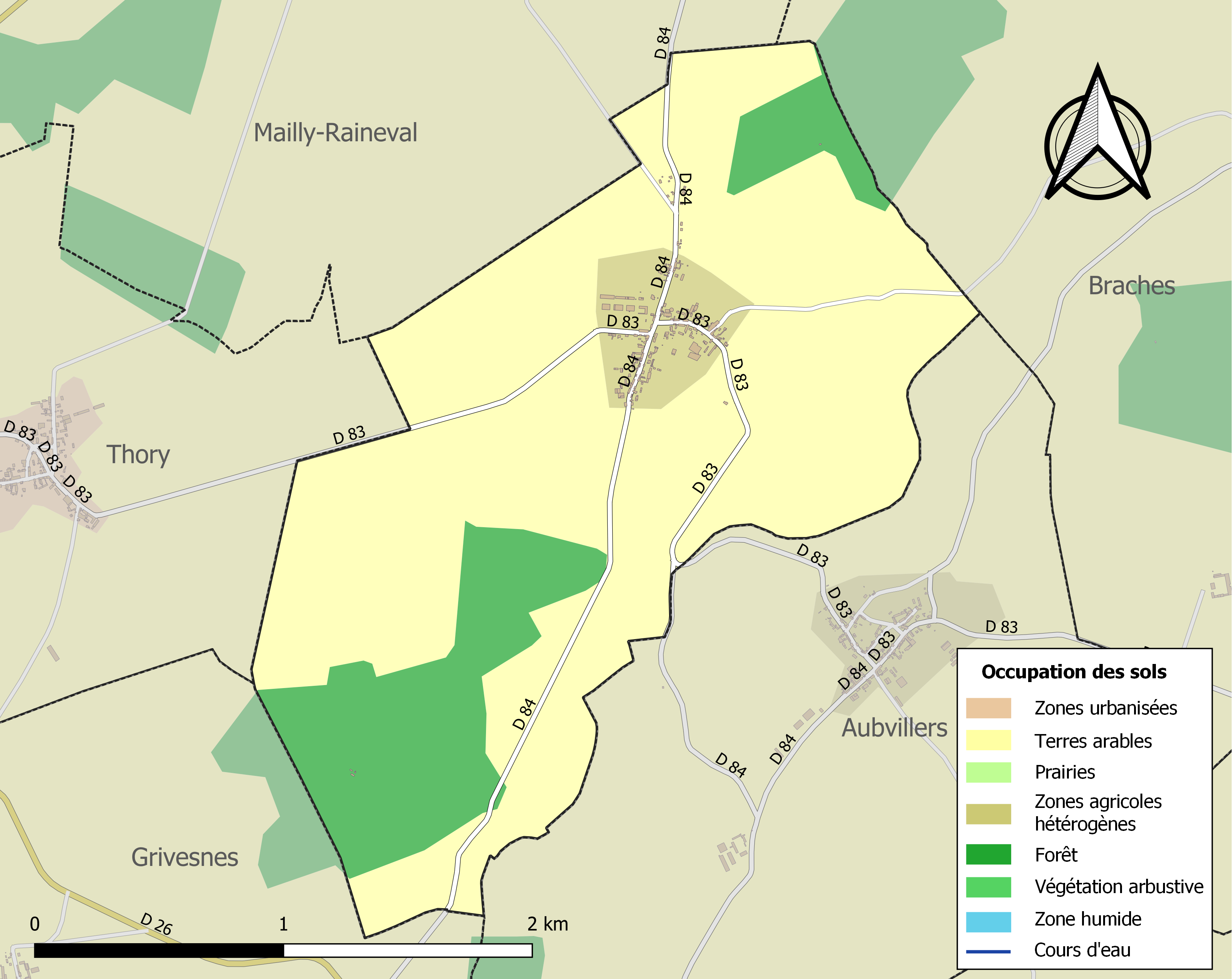
Carte des infrastructures et de l'occupation des sols de la commune en 2018 (CLC).

L'occupation des sols de la commune, telle qu'elle ressort de la base de données européenne d'occupation biophysique des sols Corine Land Cover (CLC), est marquée par l'importance des territoires agricoles (81,6 % en 2018), une proportion identique à celle de 1990 (81,6 %). La répartition détaillée en 2018 est la suivante : 
terres arables (76 %), forêts (18,4 %), zones agricoles hétérogènes (5,6 %). L'évolution de l'occupation des sols de la commune et de ses infrastructures peut être observée sur les différentes représentations cartographiques du territoire : la carte de Cassini (XVIIIe siècle), la carte d'état-major (1820-1866) et les cartes ou photos aériennes de l'IGN pour la période actuelle (1950 à aujourd'hui).

### Habitat et logement
En 2018, le nombre total de logements dans la commune était de 77, alors qu'il était de 78 en 2013 et de 77 en 2008.
Parmi ces logements, 86,9 % étaient des résidences principales, 1,2 % des résidences secondaires et 11,9 % des logements vacants. Ces logements étaient pour 98,7 % d'entre eux des maisons individuelles et pour 1,3 % des appartements.
Le tableau ci-dessous présente la typologie des logements à Sauvillers-Mongival en 2018 en comparaison avec celle de la Somme et de la France entière. Une caractéristique marquante du parc de logements est ainsi une proportion de résidences secondaires et logements occasionnels (1,2 %) inférieure à celle du département (8,3 %)  et à celle de la France entière (9,7 %). Concernant le statut d'occupation de ces logements, 85,1 % des habitants de la commune sont propriétaires de leur logement (82,4 % en 2013), contre 60,3 % pour la Somme et 57,5 % pour la France entière.
| Typologie                                               | Sauvillers-Mongival | Somme | France entière |
| ------------------------------------------------------- | ------------------- | ----- | -------------- |
| Résidences principales (en %)                           | 86,9                | 83,3  | 82,1           |
| Résidences secondaires et logements occasionnels (en %) | 1,2                 | 8,3   | 9,7            |
| Logements vacants (en %)                                | 11,9                | 8,4   | 8,2            |

### Voies de communication et transports
Le village est desservi par des routes secondaires, mais est aisément accessible depuis les anciennes routes nationales RN 320 et RN 35 (France) (actuelles RD 920 et 935).
Il comprend six rues : 
- la rue Raoul-Barbier ;
- la rue du 87e régiment d'infanterie ;
- la rue de Moreuil ;
- la rue d'Aubvillers ;
- la rue de Mailly-Raineval ;
- la rue de Braches.

La station de chemin de fer la plus proche est la gare de Moreuil, desservie par des trains TER Hauts-de-France, express ou omnibus, qui effectuent des missions entre les gares d'Amiens et de Compiègne.
Il est traversé par le chemin de grande randonnée GR 123.

## Toponymie
Le nom de la localité est attesté sous les formes Sorviller (1146) ; Souviller (1185) ; Solviler (1208) ; Souvillez (1377) ; Sauvillers (1710) ; Souviler (1243) ; Sauviller (1728) ; Sauville (1761) ; Sauviller-Mongival (1744) ; Sauvillers-Mongival (1801).
Mongival était jadis un hameau, un ancien fief annexé à la paroisse de Sauviller, attesté sous la forme Mongival en 1733, avec la mention « ruinée » (G. Delisle). Son nom vient du lieu ruiné par les Espagnols durant le siège de Corbie en 1636.
 
En 1178, la cité portait le nom de Serpenti viler.

## Histoire

### Moyen-Âge
Le village est devenu une cité à partir du XIIe siècle[réf. nécessaire]. La seigneurie fut achetée en 1393 par le sire de Raineval et suivit alors le sort de la châtellenie.

### Époque contemporaine
Première Guerre mondiale
Le village se trouve à l'arrière, lors de la bataille de la Somme de 1916,, 
et dans la zone des combats de l'offensive du printemps 1918 puis de la bataille d'Amiens,,.
À la fin de la Première Guerre mondiale, le village est considéré comme détruit,,,,, seules trois maisons demeurèrent debout.
En juillet 1918, le village est libéré par les forces françaises du 87e régiment d'infanterie. Il est décoré de la Croix de guerre 1914-1918 le 3 novembre 1920.
Le bois, les céréales, la betterave, le fourrage ainsi que la chasse ont fait naguère vivre les Sauvillois. En 1938, on dénombrait onze fermes et deux cafés[réf. nécessaire].
Le 15 avril 1943, un bombardier Lancaster du 106è escadron de la Royal Air Force est abattu par l'occupant et s'écrase à Sauvillers-Mongival. Cinq soldats périssent, les trois autres sont capturés. Un hommage est rendu régulièrement aux victimes qui reposent dans le cimetière.

## Politique et administration

### Rattachements administratifs et électoraux
La commune se trouve dans l'arrondissement de Montdidier du département de la Somme. Pour l'élection des députés, elle fait partie depuis 2012 de la quatrième circonscription de la Somme.
Elle fait partie depuis 1801 du canton d'Ailly-sur-Noye, qui a été modifié et agrandi dans le cadre du redécoupage cantonal de 2014 en France.

### Intercommunalité
La commune était membre de la communauté de communes du Val de Noye, créée par un arrêté préfectoral du 11 mai 2001, et qui succèdait, conformément aux dispositions de la loi Chevènement, au district du Val de Noye, créé en 1994.
Dans le cadre des dispositions de la loi portant nouvelle organisation territoriale de la République du 7 août 2015, qui prévoit que les établissements publics de coopération intercommunale (EPCI) à fiscalité propre doivent avoir un minimum de 15 000 habitants, la préfète de la Somme propose en octobre 2015 un projet de nouveau schéma départemental de coopération intercommunale (SDCI) prévoyant la réduction de 28 à 16 du nombre des intercommunalités à fiscalité propre du département.
Après des hypothèses de regroupement des communautés de communes du Grand Roye (CCGR), du canton de Montdidier (CCCM), du Santerre et d'Avre, Luce et Moreuil, la préfète dévoile en octobre 2015 son projet qui prévoit la « des communautés de communes d'Avre Luce Moreuil et du Val de Noye », le nouvel ensemble de 22 440 habitants regroupant 49 communes,. À la suite de l'avis favorable des intercommunalités et de la commission départementale de coopération intercommunale en janvier 2016 puis des conseils municipaux et communautaires concernés, la fusion est établie par un arrêté préfectoral du 22 décembre 2016, qui prend effet le 1er janvier 2017.
La commune est donc désormais membre de la communauté de communes Avre Luce Noye (CCALN).

### Liste des maires
| Période                                  | Période                   | Identité            | Étiquette | Qualité               |
| ---------------------------------------- | ------------------------- | ------------------- | --------- | --------------------- |
| Les données manquantes sont à compléter. |                           |                     |           |                       |
|                                          |                           |                     |           |                       |
|                                          |                           | Michel De Wilde     |           |                       |
| 1995                                     | 2008                      | Christiane Depentis |           |                       |
| 2008                                     | mai 2020                  | Gilles Peltiez      |           |                       |
| mai 2020                                 | En cours (au 6 juin 2023) | Vincent Wable       |           | Policier ou militaire |

## Équipements et services publics

### Enseignement
Les enfants de la commune sont scolarisés depuis 2018 au sein d'un regroupement pédagogique concentré (RPC) bipolaire, qui accueille les enfants de Mailly-Raineval, Sauvillers-Mongival, Aubvillers, Thory, Louvrechy et Rouvrel dans deux sites, à Louvrechy pour la moitié des élèves, soit une soixantaine de la petite section de maternelle au CP, les autres étant scolarisés à Rouvrel.
La construction des nouveaux locaux a lieu en 2017-2018 et l'ancienne école, qui ne comptait qu'une classe, est transformée pour servir de cantine et de cuisine,,. Ce RPC a succédé à un regroupement pédagogique intercommunal (RPI) afin de prendre en compte la croissance des effectifs.

## Population et société

### Démographie
L'évolution du nombre d'habitants est connue à travers les recensements de la population effectués dans la commune depuis 1793. Pour les communes de moins de 10 000 habitants, une enquête de recensement portant sur toute la population est réalisée tous les cinq ans, les populations de référence des années intermédiaires étant quant à elles estimées par interpolation ou extrapolation. Pour la commune, le premier recensement exhaustif entrant dans le cadre du nouveau dispositif a été réalisé en 2004.

En 2022, la commune comptait 184 habitants, en évolution de +5,75 % par rapport à 2016 (Somme : −1,26 %, France hors Mayotte : +2,11 %).
| 1793 | 1800 | 1806 | 1821 | 1831 | 1836 | 1841 | 1846 | 1851 |
| ---- | ---- | ---- | ---- | ---- | ---- | ---- | ---- | ---- |
| 343  | 338  | 225  | 322  | 322  | 281  | 303  | 309  | 316  |

| 1856 | 1861 | 1866 | 1872 | 1876 | 1881 | 1886 | 1891 | 1896 |
| ---- | ---- | ---- | ---- | ---- | ---- | ---- | ---- | ---- |
| 321  | 309  | 297  | 289  | 278  | 263  | 234  | 235  | 250  |

| 1901 | 1906 | 1911 | 1921 | 1926 | 1931 | 1936 | 1946 | 1954 |
| ---- | ---- | ---- | ---- | ---- | ---- | ---- | ---- | ---- |
| 249  | 234  | 226  | 71   | 178  | 169  | 163  | 172  | 176  |

| 1962 | 1968 | 1975 | 1982 | 1990 | 1999 | 2004 | 2006 | 2009 |
| ---- | ---- | ---- | ---- | ---- | ---- | ---- | ---- | ---- |
| 154  | 164  | 133  | 148  | 164  | 179  | 191  | 189  | 186  |

| 2014 | 2019 | 2022 | - | - | - | - | - | - |
| ---- | ---- | ---- | - | - | - | - | - | - |
| 176  | 177  | 184  | - | - | - | - | - | - |

### Manifestations culturelles et festives
La fête communale a lieu le second dimanche de juin[réf. nécessaire].

### Économie
Sauvillers-Mongival est un village rural à vocation essentiellement agricole. Une coopérative agricole existe toujours.

## Culture locale et patrimoine

### Lieux et monuments
L'église Saint-Martin, dont la statue en bois créée en 1752 se trouve à l'intérieur de l'édifice religieux, datait du XIXe siècle. Elle fut démolie pendant la Première Guerre mondiale et reconstruite en 1918. Elle contient une statue d'un saint évêque en bois peint de 1752
En juillet 1918, le village a été libéré par les forces françaises du 87e régiment d'infanterie. Depuis 1959, une plaque commémorative a été apposée sur un des murs du clocher afin de rappeler le sacrifice des soldats du 87e régiment d'infanterie qui ont libéré le village à la fin de la Première Guerre mondiale.
D'autres monuments ont été édifiés en souvenir de ceux qui sont tombés au cours de la Première Guerre mondiale. C'est ainsi que le monument aux morts, édifié à la suite de la décision  du conseil municipal du 24 mai 1935 par le sculpteur Marius Giot, comporte les noms de quatorze militaires sauvillois et d'une victime civile Il est orné d'une statue allégorique d'un mitrailleur, également de Marius Giot.
Entre Sauvillers-Mongival et Mailly-Raineval, une stèle a été édifiée en souvenir de trois militaires français morts pour la France. Il s'agit du sous-lieutenant Jean de Séganville, du sergent René Antoine et de Léon Hochet. Tous trois faisaient partie du 29e bataillon de chasseurs à pied.
Le cimetière civil abrite cinq sépultures dédiées à des soldats anglais abattus avec leur bombardier Lancaster le 15 avril 1943 à proximité de Sauvillers-Mongival.